# Johann Heinrich Füssli
Ne doit pas être confondu avec Johann Rudolf Füssli.
Pour les articles homonymes, voir Füssli.
Johann Heinrich Füssli ou Henry Fuseli, né le 7 février 1741 à Zurich et mort le 16 avril 1825 à Londres, est un peintre et écrivain d'art d'origine suisse naturalisé britannique.
Représentatif du romantisme noir, il montre très tôt dans sa carrière un attrait particulier pour les sujets fantastiques, nouveaux à l'époque. Dès la cinquantaine, il a vécu en Angleterre où il a réalisé des illustrations d'œuvres de Shakespeare, de Dante, ainsi que de l'épopée germanique des Nibelungen. Il a été reconnu par les surréalistes comme un de leurs précurseurs.

## Filiation
- Johann Heinrich Füssli est le fils de Johann Caspar Füssli (1706–1782) et d'Anna Elisabeth Waser.
- Il est le frère de Johann Kaspar Füssli (1743–1786), entomologiste.
- Il épouse Sophia Rawlins en 1788, le couple n'aura pas d'enfant.

## Biographie

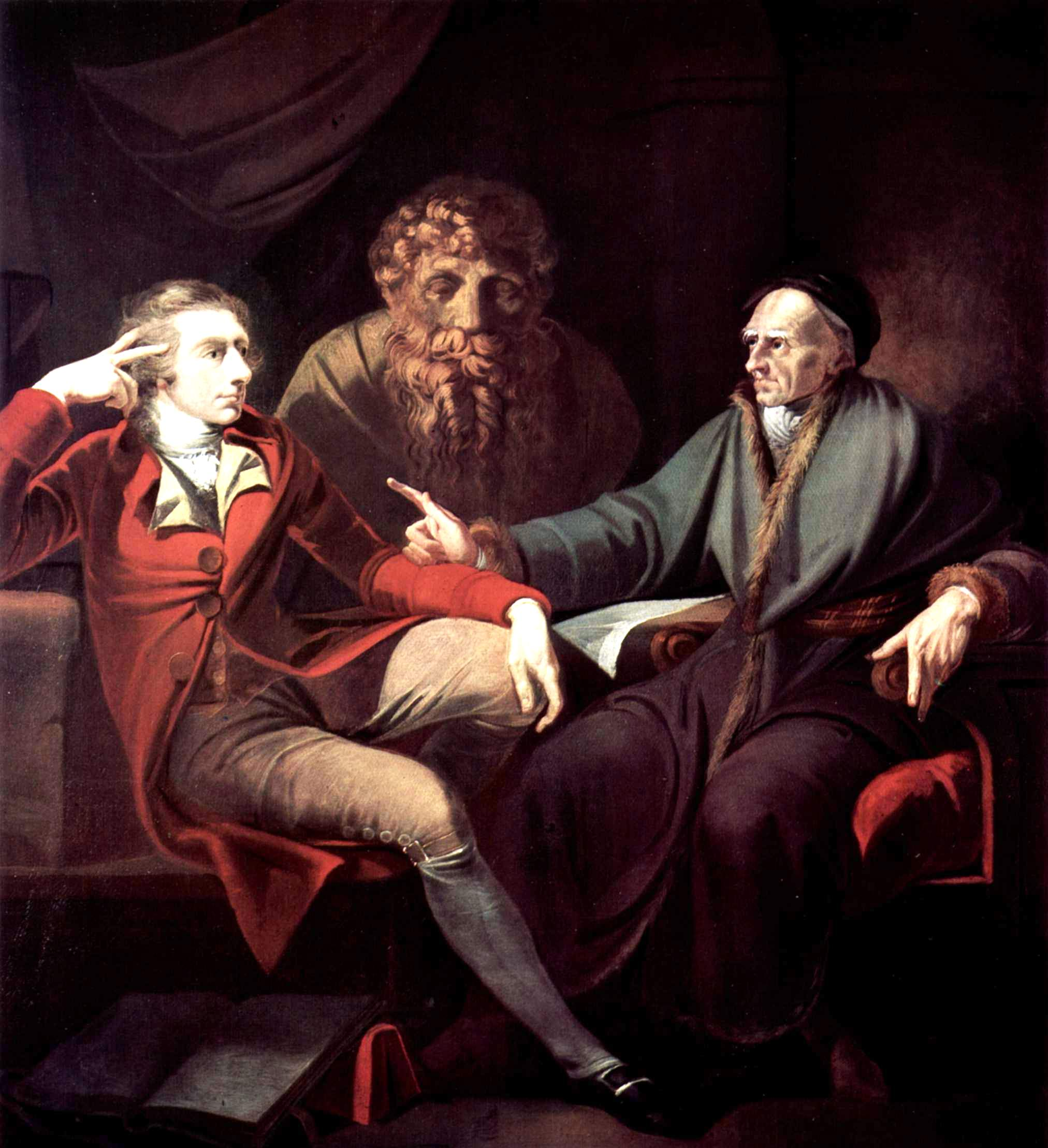
Le Peintre en conversation avec Johann Jakob Bodmer, 1778-1780, Kunsthaus de Zurich.

Johann Heinrich Füssli naît à Zurich, deuxième de cinq enfants, tous doués dans le domaine artistique. Son père, Johann Caspar Füssli, peintre de portraits et de paysages, destine son fils au pastorat, et l'envoie au Collegium Carolinum de Zurich, où il reçoit une excellente éducation classique. Un de ses camarades de classe, Johann Kaspar Lavater, plus tard poète et théoricien de la physiognomonie, devient l'un de ses plus proches amis.
Après avoir été ordonné pasteur en 1761, Füssli est forcé de quitter la Suisse pour avoir publié en collaboration avec Johann Caspar Lavater et Felix Hess un pamphlet contre la mauvaise administration et la corruption de l'huissier Grebel. Il traverse l'Allemagne et, en 1765, visite pour la première fois l'Angleterre, où il vit quelque temps grâce à l'écriture. Joshua Reynolds, à qui il montre ses dessins, lui conseille de se consacrer entièrement à la peinture. Dans les années 1770, il fait un pèlerinage artistique en Italie où il reste jusqu'en 1778, changeant son nom de Füssli en Fuseli pour lui donner une consonance italienne.
Au début de l'année 1779, il revient en Grande-Bretagne, en passant par Zurich. Il obtient alors une commande du conseiller municipal John Boydell, qui organise à cette période « sa galerie de Shakespeare ». Füssli peint un certain nombre d'œuvres pour Boydell, certaines sont gravées et publiées dans l'édition anglaise de la Physiognomonie de Lavater. Parallèlement, il aide le poète William Cowper à une traduction d'Homère.
En 1788, il épouse Sophia Rawlins, l'un de ses modèles. Peu après, il devient membre associé de la Royal Academy. La féministe Mary Wollstonecraft, dont il avait peint le portrait, projette de faire avec lui un voyage à Paris qui n'aura jamais lieu en raison de l'opposition de Sophia. Deux ans plus tard, Füssli est promu académicien le 10 février 1790. Il présente à cette occasion Thor luttant contre le serpent de Midgard.
En 1799, Füssli expose une série de quarante-sept peintures inspirées des œuvres du poète John Milton, et il ouvre une « galerie Milton » sur le modèle de la « galerie de Shakespeare » de Boydell. Cependant, l'exposition est un échec commercial et la galerie ferme dès l'année suivante, en 1800.
En 1799, Füssli est nommé professeur de peinture à la Royal Academy. Il démissionne quatre ans plus tard lors de sa nomination au poste de conservateur à l'Académie. En 1810, il reprend son poste de professeur, qu'il conserve jusqu'à sa mort. Le sculpteur italien Antonio Canova, lors d'une visite en Angleterre, s'intéresse aux travaux de Füssli, et de retour à Rome en 1817, le fait élire membre de la prestigieuse Académie de Saint-Luc.
Après une vie confortable et sans problèmes de santé, Füssli meurt à Putney, un quartier de la banlieue de Londres, le 16 avril 1825. Il est inhumé dans la crypte de la cathédrale Saint-Paul de Londres.

## Œuvre

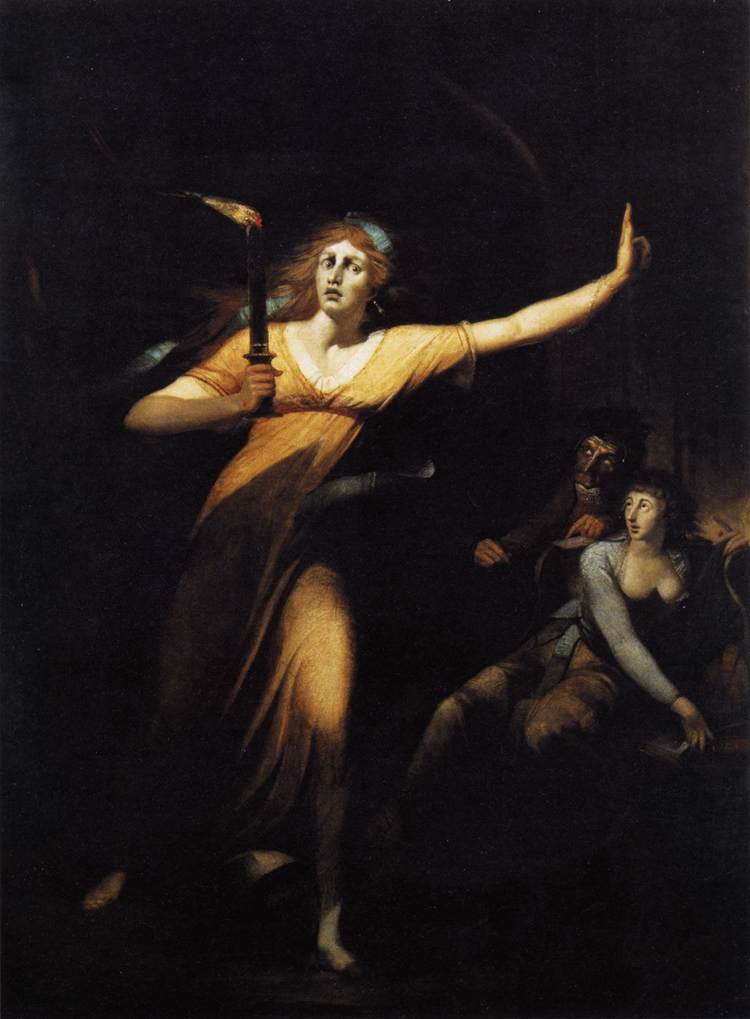
Lady Macbeth somnanbule, 1784, Paris, musée du Louvre.

Peintre inventif et figure du romantisme noir, Füssli, comme son contemporain William Blake, croit nécessaire une certaine exagération dans la peinture d'histoire qui lui vient des œuvres de Michel-Ange et des statues de marbre de la fontaine de Monte-Cavallo, qu'il admire lors de son séjour à Rome. Il aime représenter dans sa peinture des actions violentes dont une illustration saisissante est son Hamlet et le spectre de son père. Füssli a rarement tiré ses personnages de la vie réelle, basant son art sur l'étude de l'Antiquité et de Michel-Ange. Il n'a jamais représenté de paysages et n'a peint que deux portraits.
Il excelle aussi dans l'art de représenter ses personnages en mouvement, comme dans le tableau Entre Scylla et Charybde, représentant Ulysse faisant face au choix des monstres.
Füssli a peint plus de deux cents tableaux, mais en a peu exposé. Sa première peinture est Joseph interprétant les rêves du boulanger et du maître d'hôtel du pharaon, et la première à avoir attiré l'attention, Le Cauchemar, exposée en 1782, existe en trois versions. Il a également peint, de manière à peu près identique, La Sorcière de la Nuit visitant les sorcières de Laponie.
Il a réalisé environ huit cents croquis et dessins, d'une facture originale. Dans ses dessins et ses peintures, souvent composés dans un clair-obscur, il allonge délibérément les proportions et représente ses personnages dans des attitudes contorsionnées.
Dans son travail d'écriture, Füssli écrit en français, en italien, en anglais, tout en privilégiant l'allemand pour exprimer ses pensées. Son principal ouvrage est une série de douze conférences à la Royal Academy, commencée en 1801.

### Peintures
- Satan touché par la lance d'Ithuriel, 1779, huile sur toile, 230 × 276 cm, Stuttgart, Staatsgalerie[3].
- Le Cauchemar, deux versions :
  - 1781, huile sur toile, 102 × 127 cm, Detroit Institute of Arts[4] ;
  - 1790−1791 (Nachtmahr), huile sur toile, 75 × 64 cm, Francfort-sur-le-Main, maison de Goethe[5].
- Didon, 1781, huile sur toile, 244 × 183 cm, Centre d'art britannique de Yale.
- Les Trois Sorcières, 1783, huile sur toile, 65 × 91 cm, Kunsthaus de Zurich[6].
- Lady Macbeth somnambule, 1784, 221 × 160 cm, Paris, musée du Louvre[7].
- Titania et Bottom, vers 1790, huile sur toile, 217,2 × 275,6 cm, Londres, Tate Britain.
- Titania enlaçant Bottom à la tête d’âne, 1793-1794, huile sur toile, 169 × 135 cm, Kunsthaus de Zurich[8].
- La Sorcière de la Nuit visitant les sorcières de Laponie, 1796, huile sur toile, 102 × 126 cm, New York, Metropolitan Museum of Art[9].
- Le Silence, entre 1799 et 1801, huile sur toile, Kunsthaus de Zurich.

### Dessins
- L'Artiste accablé par la grandeur des ruines antiques, entre 1778 et 1779, sanguine sur papier, Kunsthaus de Zurich.

Peintures de Johann Heinrich Füssli
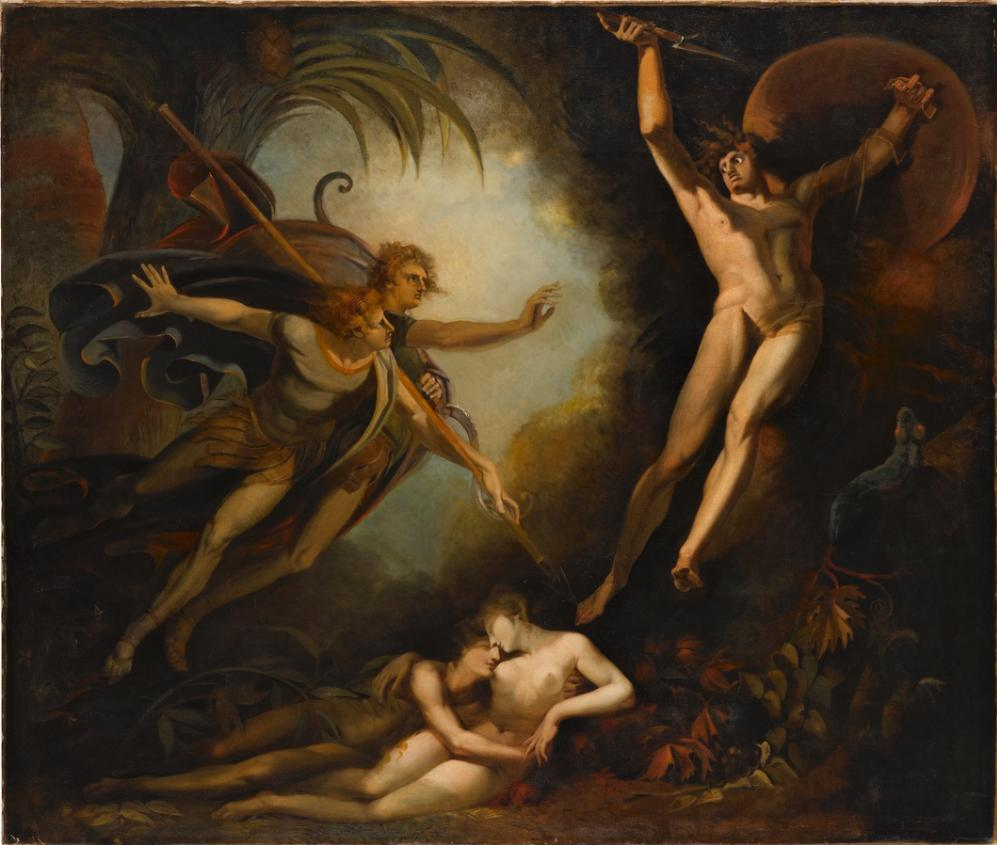
Satan s'enfuit, touché par la lance d'Ithuriel, 1779, Stuttgart, Staatsgalerie.
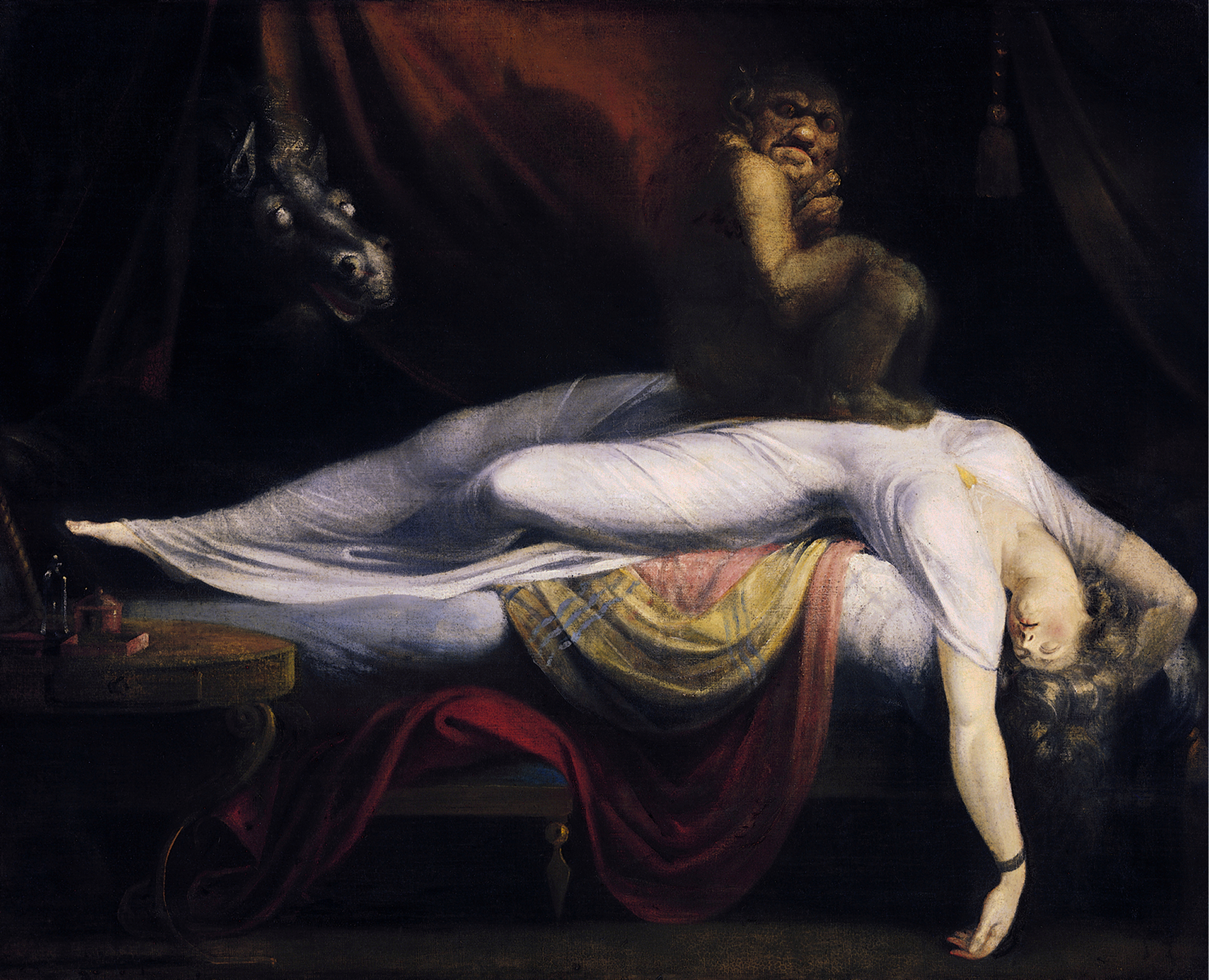
Le Cauchemar, 1781, Detroit Institute of Arts.
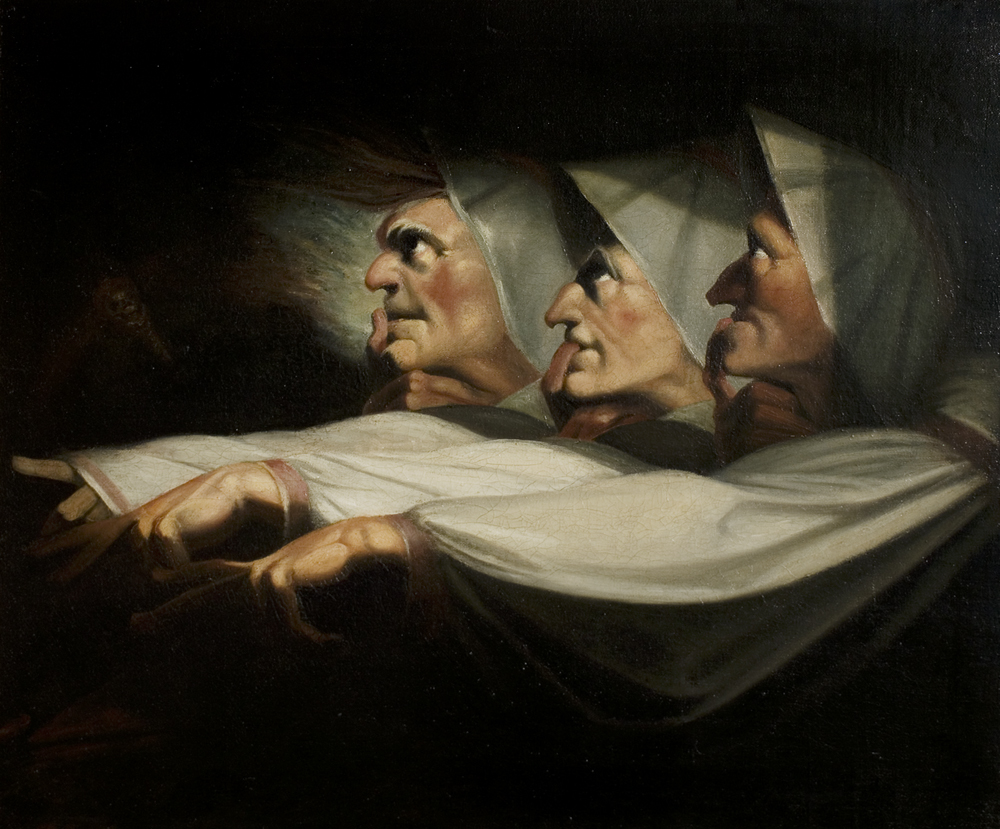
Macbeth, acte I, scène 3, les Trois Sorcières, vers 1783, Stratford-upon-Avon, Royal Shakespeare Theatre.
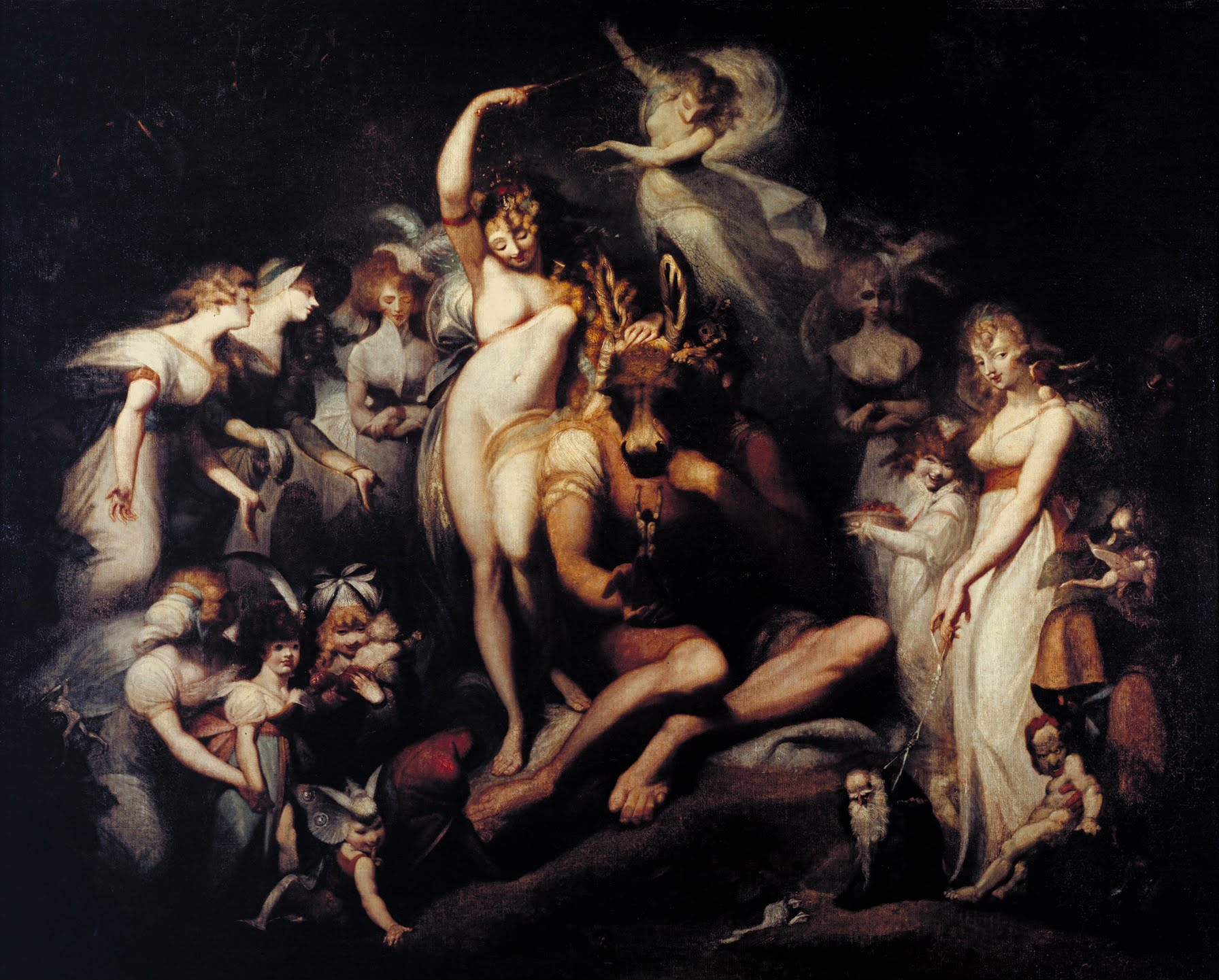
Titania et Bottom, vers 1790, Londres, Tate Britain.
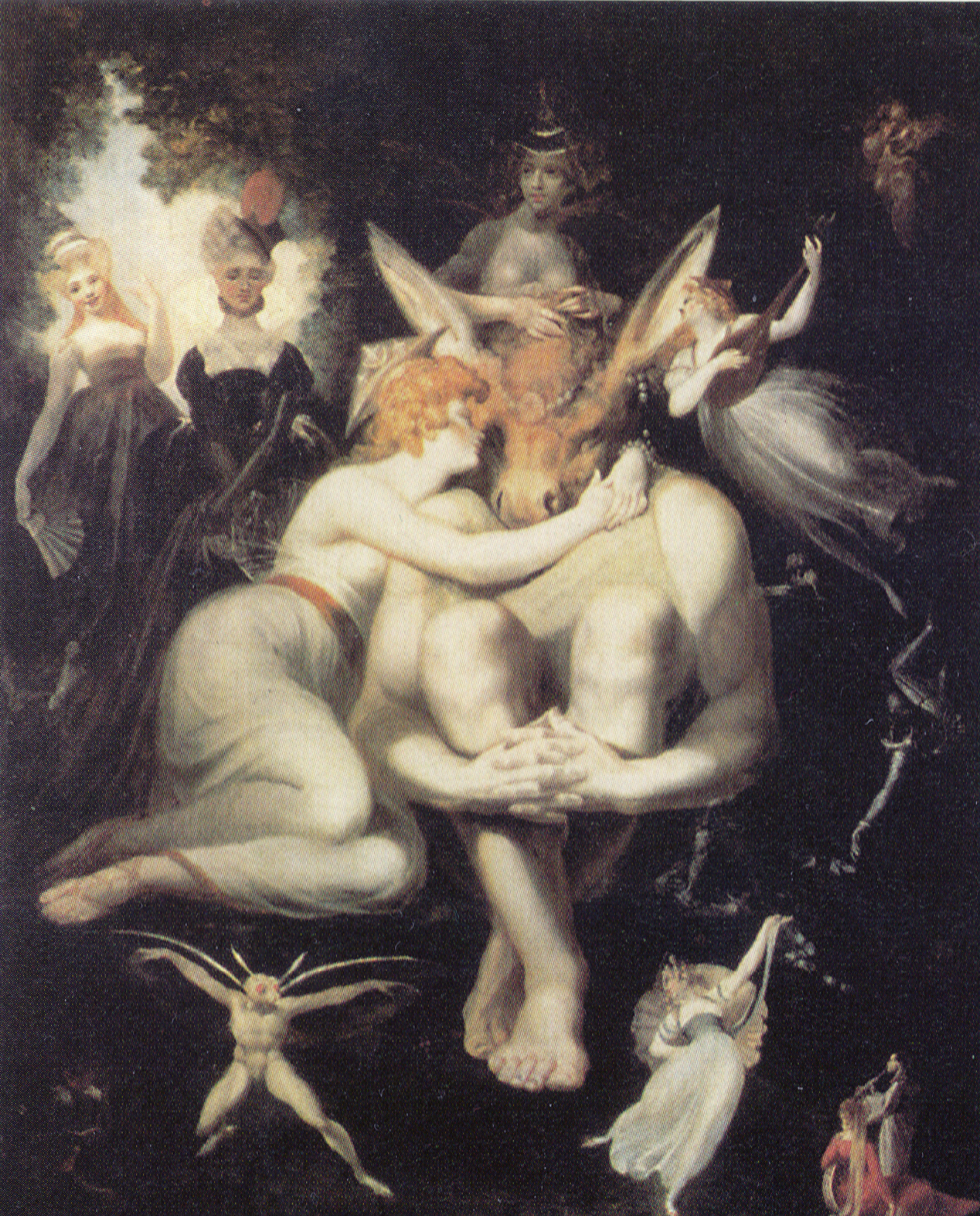
Titania caresse la tête de Bottom à tête d'âne, 1793-1794, Kunsthaus de Zurich.
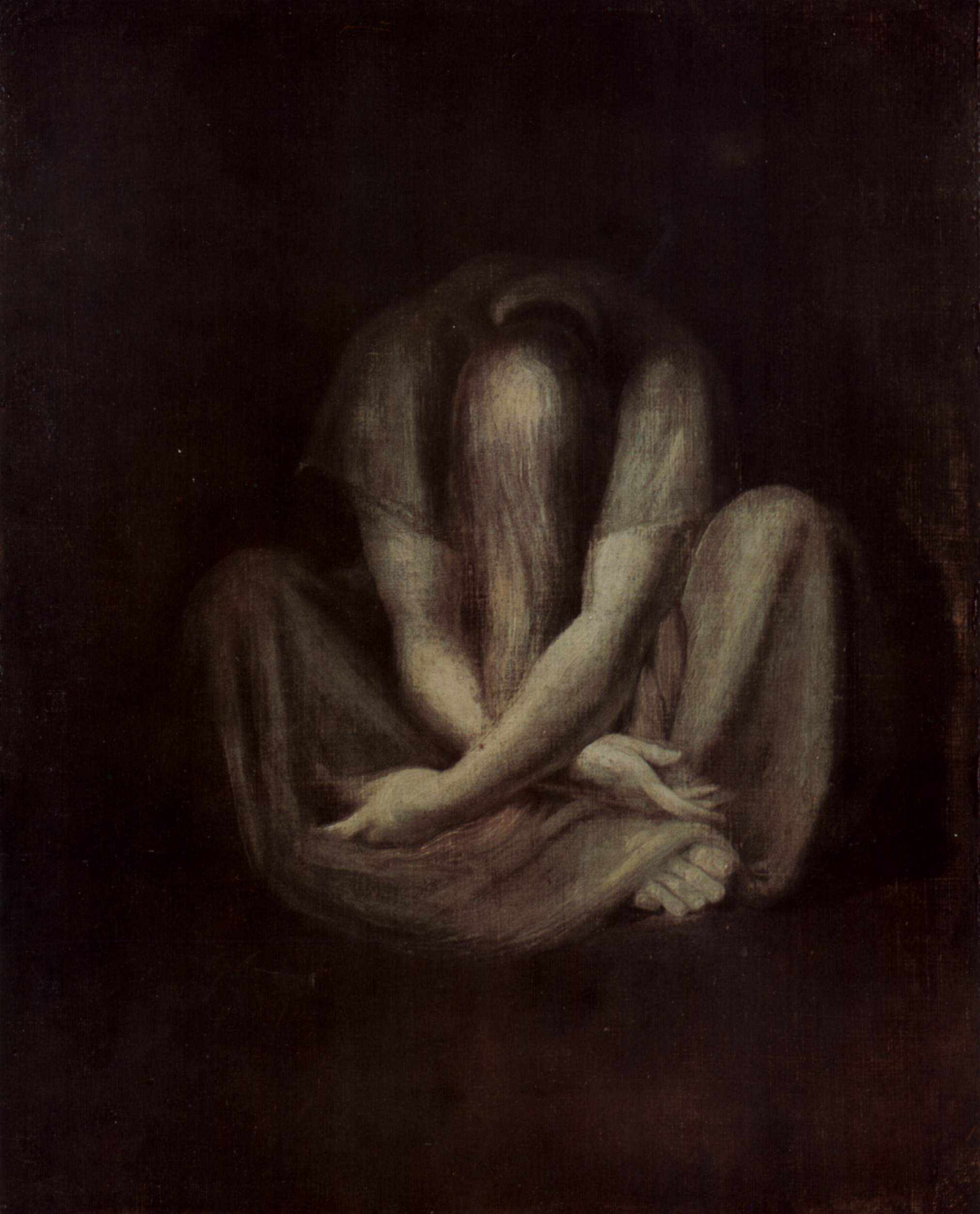
Le Silence, entre 1799 et 1801, Kunsthaus de Zurich.

Dessins de Johann Heinrich Füssli
Satan s'enfuit, touché par la lance d'Ithuriel, 1776, Cleveland Museum of Art.
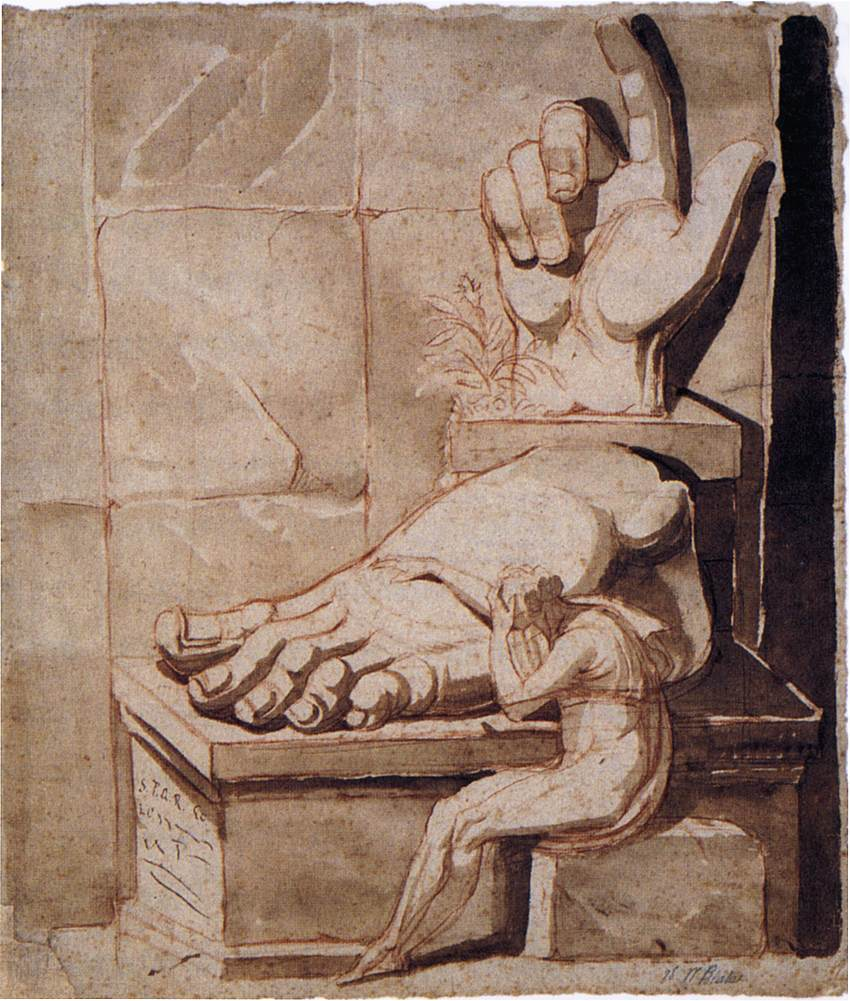
L'Artiste accablé par la grandeur des ruines antiques, entre 1778 et 1779, Kunsthaus de Zurich.
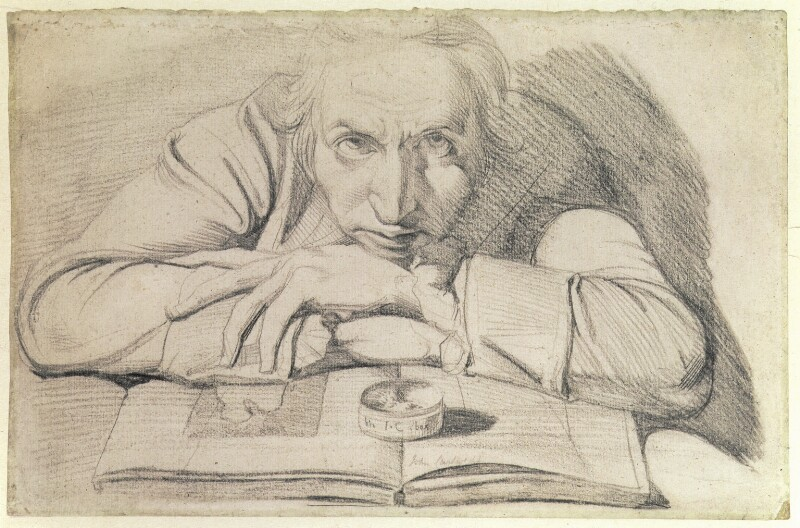
Portrait présumé de John Cartwright, vers 1779, Londres, National Portrait Gallery.
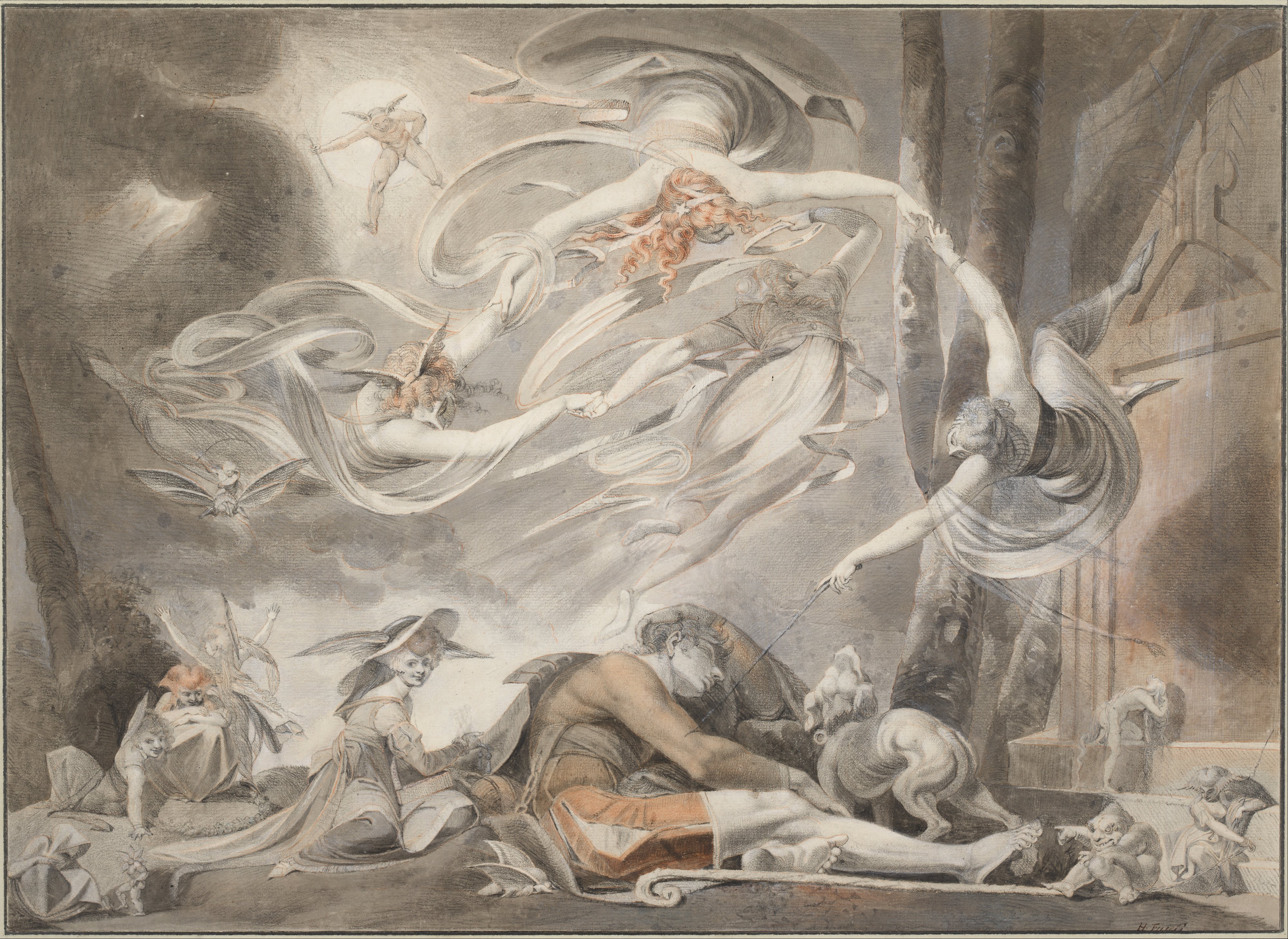
Le Rêve du berger, 1786, Vienne, Albertina.
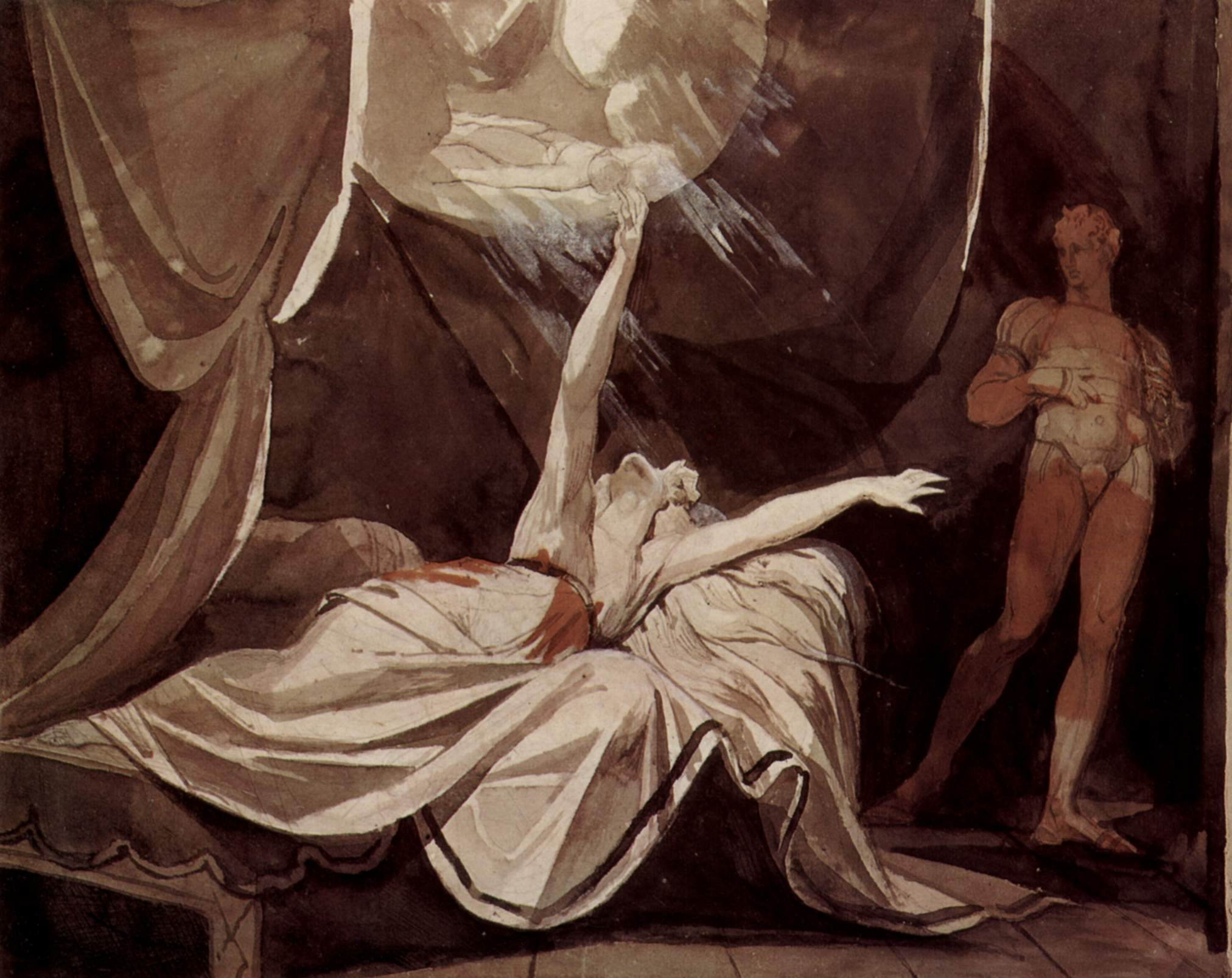
Kriemhild voit Siegfried mort dans son rêve, vers 1805, Kunsthaus de Zurich.
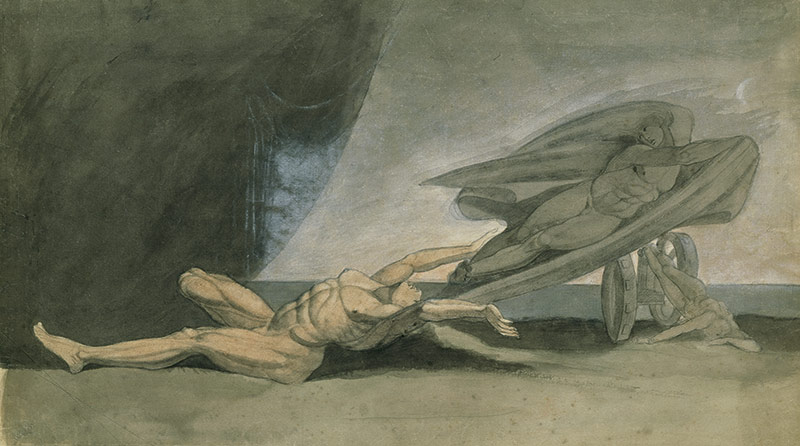
Achille saisit l’ombre de Patrocle, vers 1810, Kunsthaus de Zurich.

### Écrits
Dans les années 1760, Füssli adopte le style du Sturm und Drang dans les poèmes qui nous sont parvenus.
Ouvrages sur l'art :
- (de) Allgemeine Blumenlese der Deutschen (Zurich, Orell, Gessner, Füßli und Comp.)
  - Vol. 1 : Der Heilige Gesang, 1782[10]
  - Vol. 2 : Fortsetzung des Heiligen Gesangs, 1782[11]
  - Vol. 3 : Oden und Elegien, 1783[12]
  - Vol. 4 : Lieder, 1784[13]
  - Vol. 5 : Lieder, 1784[14]
- (de) Die Pflichten eines Bürgers (discours tenu à L. Zunft zur Meisen, le 16 juin 1765), Zurich, Heidegger und Compagnie, 1765[15]
- (en) A Dictionary of Painters (de la renaissance de l'art à la période actuelle), Londres, by the Rev. M. Pilkington, 1805[16]

## Dans la littérature
Dans sa nouvelle La Couleur tombée du ciel (1927), Lovecraft évoque une vision de Johan Heinrich Füssli.
Johann Heinrich Füssli est mentionné dans la nouvelle La Chute de la maison Usher (1839) d’Edgar Allan Poe. Le narrateur y décrit les tableaux du personnage de Roderick Usher comme rappelant les œuvres de Füssli, en raison de leur caractère fantasmagorique et inquiétant.